# Gokseong
Gokseong (conocida en España como El extraño y en Hispanoamérica como En presencia del diablo) es una película surcoreana de terror dirigida por Na Hong-jin y estrenada en mayo de 2016. Protagonizada por Kwak Do-won, Hwang Jung-min y Chun Woo-hee, la cinta relata la historia de un policía que investiga una serie de misteriosas muertes y enfermedades en una remota aldea coreana llamada Gokseong para salvar a su hija. Éxito comercial y de crítica, el filme recibió una gran cantidad de premios en festivales y eventos internacionales.

## Sinopsis
La tranquilidad de Gokseong, un remoto pueblo surcoreano, se ve alterada por una serie de asesinatos salvajes y misteriosos en una comunidad rural. La presencia de un extraño anciano que vive como un ermitaño despierta todo tipo de supersticiones en los asustados habitantes. Al comprobar la ineficacia del cuerpo policial ante los recurrentes crímenes, algunos habitantes del pueblo deciden recurrir a un chamán, convencidos del origen sobrenatural del anciano. Jong-Gu, un policía cuya familia se encuentra en peligro, también cree que se trata de un caso que no puede ser solucionado con los métodos tradicionales.

## Reparto
- Kwak Do-won es Jong-goo
- Hwang Jung-min es Il-gwang
- Chun Woo-hee ae Moo-myung
- Jun Kunimura es el extraño
- Kim Hwan-hee es Hyo-jin

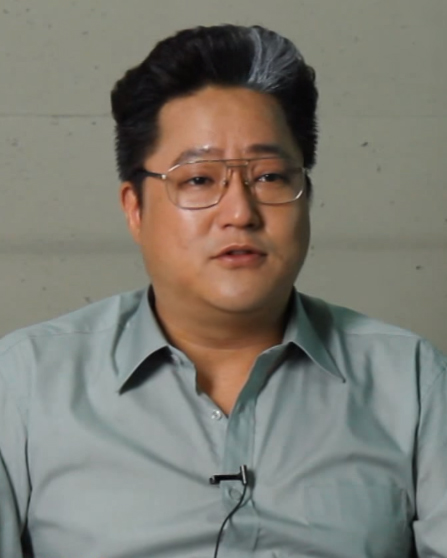
El actor Kwak Do-won protagonizó el filme en el papel del inspector de policía Jong-goo

- Jang So-yeon es la esposa de Jon-goo
- Kim Do-yoon es Yang I-sam
- Son Gang-guk es Oh Seong-bok
- Park Seong-yeon es Kwon Myeong-joo
- Kil Chang-gyoo es Park Choon-bae
- Jeon Bae-soo es Deok-gi
- Choi Gwi-hwa es Byung-gu[4]

## Recepción
La película fue elogiada por la crítica especializada. En Rotten Tomatoes tiene un 99% de aprobación con un rating promedio de 7.92 sobre 10, basado en 81 reseñas. Su consenso afirma: "Gokseong ofrece un misterio atmosférico, inteligentemente construido, cuyas emociones sobrenaturales justifican con creces su imponente duración". En Metacritic la cinta cuenta con un puntaje de 81 sobre 100, con base en 19 críticas, indicando "aclamación universal".
Jada Yuan del portal Vulture afirmó sobre la película: "Gokseong opera a un nivel que hace que la mayoría del cine estadounidense parezca torpe y poco imaginativo". Anton Bitel de Little White Lies comentó: "Divertida y desesperante al mismo tiempo, esta película nos sumerge en el horror de la incertidumbre". Leah Pickett del diario Chicago Reader afirmó que la película "justifica su duración épica, mezclando la mitología y los rituales de la antigua Asia Oriental con tropos de horror más reconocibles, de una manera que parece novedosa e impredecible. Las actuaciones además son uniformemente fuertes".
Maggie Lee de la revista Variety señaló que "no hay nada más aterrador que no saber de qué debes tener miedo. La película inicia con una serie de muertes espantosas en un pueblo insular, pero la investigación desata un terror mayor: el de la imaginación paranoica". David Ehrlich de IndieWire declaró: "Gokseong presume de todos los tropos de una película de terror tradicional, pero no los lleva hacia los mismos y sofocantes fines que definen las recientes contribuciones de Hollywood al género... Es una película de terror diseñada para meterse en tu cuerpo como un virus, incapacitando lentamente tus defensas para que pueda acumularse y hacer un daño real. Hay algo aquí que falta en la corriente principal del terror estadounidense, una sensación de que absolutamente cualquier cosa puede pasar (y siempre pasa)".